# Tandlæge på sengekanten
Tandlæge på sengekanten er en dansk sengekantsfilm fra 1971 med en spilletid på 103 minutter, instrueret af John Hilbard efter et manuskript af John Hilbard og Finn Henriksen.

## Handling
En rig dame vil betænke sin nevø, der er tandlægestuderende, med en stor formue. Da hun gerne vil sikre sig, at han er en "rigtig mand", sætter hun nogle erotiske intriger i gang sammen med sin barndomsven, der er professor på tandlægehøjskolen..

## Medvirkende
- Ole Søltoft Thomas - tandlægestuderende
- Annie Birgit Garde Benedikte Swane-Hansen - hans tante
- Carl Ottosen Andreas Henningsen - professor ved Tandlægehøjskolen
- Birte Tove Nina
- Søren Strømberg Michael
- Susanne Jagd Lisbeth
- Effie Schou Sigrid
- Jette Weibel Marianne
- Otto Brandenburg Hendes mand
- Christoffer Bro Visdomstand
- William Kisum Lærer på tandlægehøjskolen
- Valsø Holm Patient
- Ove Verner Hansen Patient
- Sigrid Horne-Rasmussen Patient
- Paul Hagen Schultze - tantens advokat
- Thecla Boesen Tantens sekretær
- Arthur Jensen Tantens butler
- Kate Mundt Tantens veninde
- Lilli Holmer Tantens veninde
- Inge Ketti Tantens veninde
- Karl Stegger Undervisningsminister
- Kirsten Passer Massageklinik indehaver
- Lise-Lotte Norup Frk. Lise - massagepige
- Inger Anett Massagepige
- Bjørn Puggaard-Müller Hendes kunde
- Jeanette Swensson Ekspeditrice
- Ulla Jessen Gæst hos tanten - Thomas' borddame
- Bent Weidich Jørgen Ask - kunstner
- Alvin Linnemann Jean - hans butler
- Gertie Jung Britta - liveschowarrangør
- Mogens Hermansen Maskinmester på kraftværket
- Kirsten Stensgaard "Kusine" af maskinmesteren
- Gotha Andersen Postbud
- Miskow Makwarth Censor
- Faith Thrue Studerende på kollegiet
- Jørn Budolfsen Studerende med store briller